# Rimae Mersenius
Rimae Mersenius – grupa rowów  na powierzchni Księżyca o średnicy około 300 km. Znajduje się w pobliżu północno-zachodniego brzegu Mare Humorum na współrzędnych selenograficznych ☾ 21,5°S 49,2°W/-21,500000 -49,200000. Nazwa tego systemu kanałów została nadana w 1985 roku przez Międzynarodową Unię Astronomiczną i pochodzi od pobliskiego krateru Mersenius.